# Anatoly Yarkin
Anatoly Nikolayevich Yarkin (nascido em 11 de novembro de 1958) é um ex-ciclista soviético, natural da Ucrânia.
Conquistou a medalha de ouro pela União Soviética na prova de corrida individual nos Jogos Olímpicos de Verão de 1980, em Moscou, e terminou em sexto lugar no contrarrelógio (100 km).